# اوه! (آهنگ گرلز جنریشن)
 «اوه!» تک آهنگ اصلی از آلبوم «اوه!» دومین آلبوم استدیویی گرلز جنریشن، است. این ترانه به صورت دیجیتالی در تاریخ ۲۵ ژانویه ۲۰۱۰ منتشر شد و موفق به به دست آوردن موفقیتی عظیم در کره جنوبی شد. گروه برای فعالیتهای تبلیغاتی این آهنگ از تصویر کلی هلهله‌چی استفاده کرد. این آهنگ در صدر جدول‌های مختلف موسیقی قرار گرفت و چندین بار جایزهٔ صدرنشینی در برنامه‌های بانک موسیقی و اینکی‌گایو را برنده شد. این ترانه در بین ۱۰ آهنگ دیجیتالی برتر سال جدول گائون، در رتبهٔ چهارم قرار گرفت. و همچنین دومین تک آهنگ پرفروش در آن سال با فروش بیش از ۳٫۳ میلیون نسخه بود. سایت موسیقی مانکی۳ «اوه!» را برترین آهنگ سال ۲۰۱۰ لقب داد.

## لیست آهنگ
| نسخهٔ معمولی سی‌دی | نسخهٔ معمولی سی‌دی    | نسخهٔ معمولی سی‌دی                                     | نسخهٔ معمولی سی‌دی | نسخهٔ معمولی سی‌دی |
| شماره            | نام                 | نویسنده(ها)                                          | تهیه‌کننده(ها)    | مدت              |
| ---------------- | ------------------- | ---------------------------------------------------- | ---------------- | ---------------- |
| ۱.               | «اوه!» (نسخهٔ زاپنی) | کیم یئونگ‌هو، کیم جئونگ‌بائه، کنزی، نازومی مائه‌زاوا    | کنزی             | ۳:۱۲             |
| ۲.               | «تموم عشقم واسه تو» | جونجی ایشیواتاری، رابین لنر، سباستین تاث، دیدریک تاث | سباستین تاث      | ۳:۴۴             |
| مجموع مدت:       | مجموع مدت:          | مجموع مدت:                                           | مجموع مدت:       | ۶:۵۷             |

| نسخهٔ محدود سی‌دی+دی‌وی‌دی | نسخهٔ محدود سی‌دی+دی‌وی‌دی       | نسخهٔ محدود سی‌دی+دی‌وی‌دی                               | نسخهٔ محدود سی‌دی+دی‌وی‌دی | نسخهٔ محدود سی‌دی+دی‌وی‌دی |
| شماره                  | نام                          | نویسنده(ها)                                          | تهیه‌کننده(ها)          | مدت                    |
| ---------------------- | ---------------------------- | ---------------------------------------------------- | ---------------------- | ---------------------- |
| ۱.                     | «اوه!» (نسخهٔ ژاپنی)          | کیم یئونگ‌هو، کیم جئونگ‌بائه، کنزی، نازومی مائه‌زاوا    | کنزی                   | ۳:۱۲                   |
| ۲.                     | «تموم عشقم واسه تو»          | جونجی ایشیواتاری، رابین لنر، سباستین تاث، دیدریک تاث | سباستین تاث            | ۳:۴۴                   |
| ۳.                     | «تموم عشقم واسه تو» (نماهنگ) |                                                      |                        | ۴:۰۶                   |

## اعتبار و پرسنل
- گرلز جنریشن – خواننده، خوانندهٔ پس زمینه
- ته‌یئون - خوانندهٔ اصلی، خوانندهٔ پس زمینه
- جسیکا - خوانندهٔ اصلی
- سانی - خواننده، خوانندهٔ پس زمینه
- تیفانی - خوانندهٔ رهبر
- هیویئون - خواننده
- یوری - خوانندهٔ اصلی
- سویانگ - خواننده
- یونا - خواننده
- سئوهیون - خوانندهٔ رهبر
- کنزی – آهنگسازی، تنظیم نهایی
- دیدریک تاث – آهنگسازی
- رابین لنر – آهنگسازی
- کیم یونگ‌هو – آهنگسازی
- جونجی ایشیواتاری - ترانه‌سرایی، ترجمه
- سباستین تاث - ترانه‌سرایی، تولید
- نازومی مائه‌زاوا - ترانه‌سرایی، ترجمه
- کیم جونگ‌بائه – ترانه‌سرایی

## جوایز
- یاهو! جوایز آسیایی باز: بهترین نماهنگ باز (اوه!)[۷]
- بیست و پنجمین جشنوارهٔ دیسک طلایی: آلبوم بونسانگ (اوه!)[۸]
- بیست و پنجمین جشنوارهٔ دیسک طلایی: آلبوم سال (اوه!)[۸]
- ۲۰۱۰ فستیوال موسیقی کی‌بی‌اس: آهنگ سال